# Busspotten

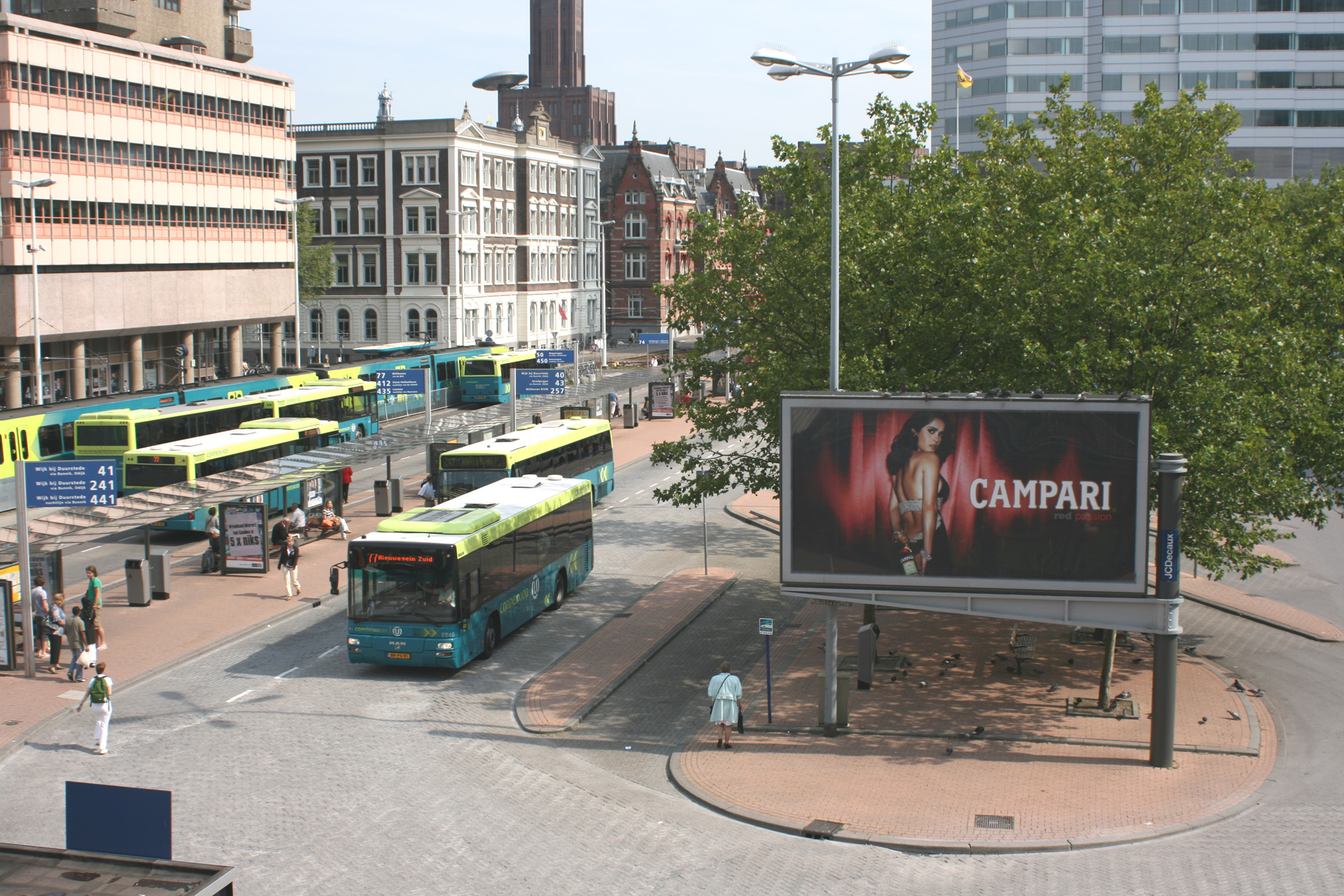
Busstation Utrecht, een favoriete busspotplek in Nederland

Een busspotter is een persoon die als hobby foto's en/of filmpjes maakt van lijnbussen en/of touringcars die voorbij komen op bijvoorbeeld een busstation of ergens langs de weg.

## Spotten zonder specifiek doel
In sommige gevallen gaat een busspotter zonder specifiek doel spotten en noteert alle bussen die hij (zelden een zij) binnen een bepaalde tijd ziet. Deze spotters gaan meestal naar drukke busstations. In Nederland zijn bijvoorbeeld het busstation van Amsterdam CS en Utrecht CS populaire spotplekken; in België het busstation van Antwerpen, maar in beide landen vind je ze ook vaak aan stelplaatsen oftewel remises.

## Spotten met specifiek doel
In veel andere gevallen willen spotters een bepaalde bus fotograferen ('platen' in het jargon). Het gaat dan meestal om speciale bussen (zoals museumbussen en touringcars). Hierdoor kunnen bepaalde bussen 'geplaat' worden op plaatsen waar ze normaal nooit komen.
Soms worden spotters ook uitgenodigd door een OV Bedrijf of chauffeur om te komen kijken naar een bus. Dit is echter eerder uitzondering dan normaal.
Voor deze wijze van spotten wordt meestal de dienstregeling van bijvoorbeeld een museumbus gedownload of via e-mailgroepen verspreid.
Behalve deze intensieve vormen van spotten, zijn er ook spotters die tijdens een normale reis spotten.